# Thorleif Andresen
Thorleif Steinar Andresen (14 de fevereiro de 1945 - 4 de agosto de 2022) foi um ex-ciclista norueguês de ciclismo de estrada.

## Carreira
Representou a Noruega nos Jogos Olímpicos de Verão de 1968, 1972 e 1976. Venceu o Campeonato da Noruega de Ciclismo em Estrada em 1969 e 1971.